# ويليام إي. كوكس
ويليام إي. كوكس (بالإنجليزية: William E. Cox)‏ هو محامي وسياسي أمريكي، ولد في 6 سبتمبر 1861، وتوفي في 11 مارس 1942 في جاسبر في الولايات المتحدة. حزبياً، نشط في الحزب الديمقراطي. وقد انتخب عضو مجلس النواب الأمريكي.